# Phil Mills
Phil Mills (Trefeglwys, Powys, 30 de agosto de 1963) é um navegador galês de rali. Ele foi o vencedor do Campeonato Mundial de Rali (WRC) de 2003, como co-piloto de Petter Solberg.
Ele tem um lugar no Welsh Hall of Fame, por ter sido o primeiro galês a vencer o Wales Rally. Seu primeiro rally foi em 1983, e sua estréia no WRC foi em 1994. Ele foi companheiro de Solberg na Ford em 1999, e mais tarde mudaram-se para a Subaru World Rally Team.
Ele vive atualmente com sua mulher Helen e seus filhos em Powys, País de Gales.

## Resultados
- 1984 vencedor da classe Wales Road Rally Championship
- 1992 e 1993 Welsh National Champion
- 1993 coordenador para a equipe Ford no Rally do Reino Unido
- 1996 segundo lugar no British Championship com Mark Higgins, coordenador para a M-Sport e co-piloto para Armin Schwarz na Corsika
- 1997 vencedor do British Rally Championship
- 1998 sexto colocado no WRC
- 1999 junta-se a Petter Solberg na Ford
- 2000 mudam-se para a Subaru
- 2002 vence o Wales Rally GB e termina a temporada na segunda colocação
- 2003 World Rally Champion
- 2004 segundo colocado no WRC
- 2005 segundo colocado no WRC

Entre 1988 e 1990 ele foi co-piloto em 88 ralis.